# Johannes Haun

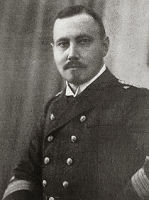
Johannes Haun

Johannes „Hans“ Siegfried Haun (* 24. Juni 1871 in Wetzendorf/Unstrut; † 8. Dezember 1914 im Südatlantik) war ein deutscher Marineoffizier der Kaiserlichen Marine. Vier Monate nach Beginn des Ersten Weltkrieges fiel er im Seegefecht bei den Falklandinseln als Kommandant des Kleinen Kreuzers Leipzig.

## Leben
Johannes Haun wurde schon im Alter von 6 Jahren Vollwaise. Zusammen mit seinem wenig älteren Bruder Martin gab man ihn in die Obhut einer Familie in der Magdeburger Börde, die die Geschwister zusammen mit ihren eigenen Kindern Hannah und Carl Martin erzog. Nach dem Besuch des Klostergymnasiums in Magdeburg trat er 1888 als Seekadett in den Dienst der Kaiserlichen Marine.

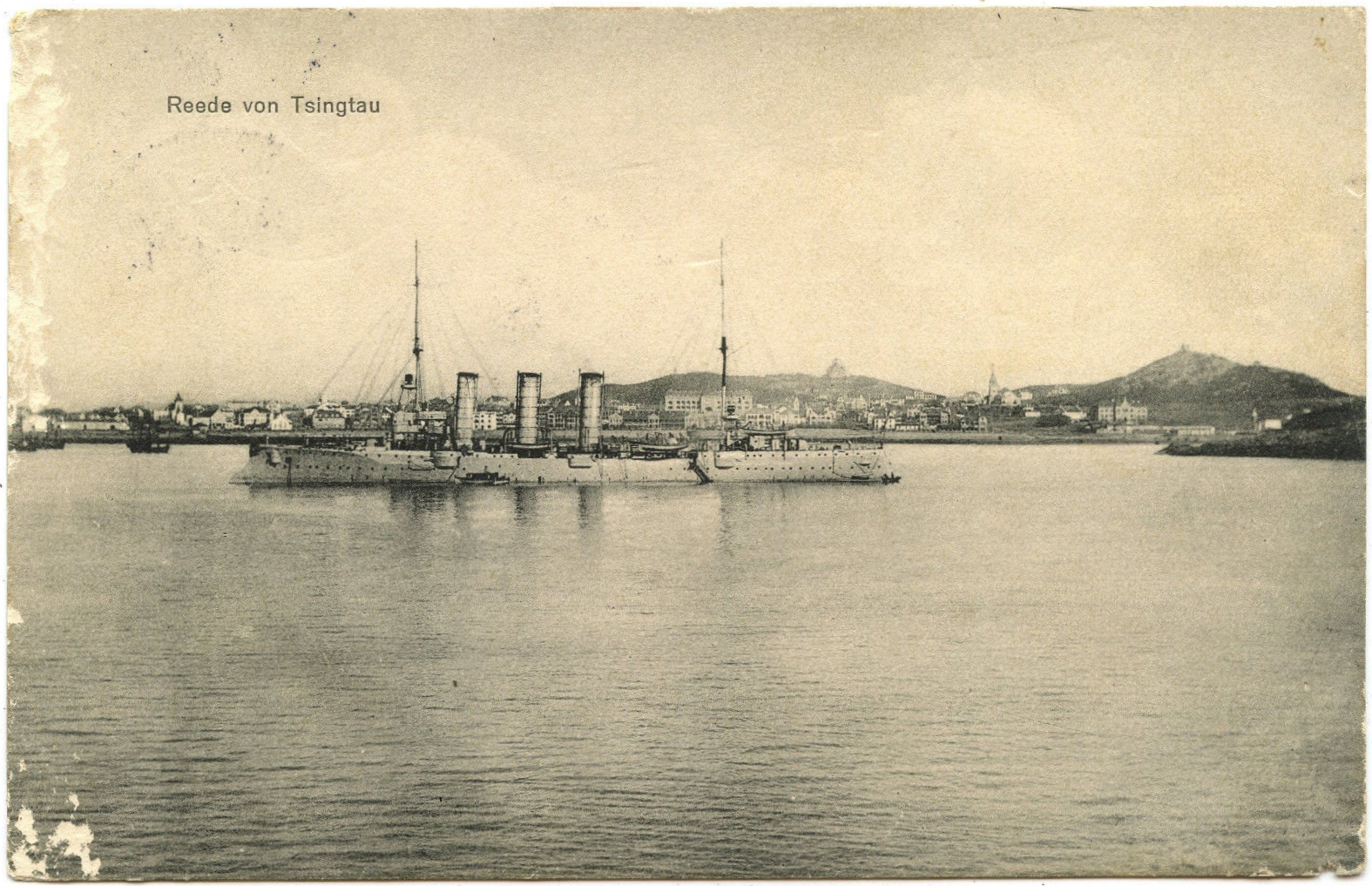
Kreuzer Leipzig

Im Dezember 1913 übernahm Johannes Haun im Range eines Fregattenkapitäns das Kommando über den Kleinen Kreuzer Leipzig als Teil des Ostasiatischen Kreuzergeschwaders unter Vizeadmiral Maximilian Reichsgraf von Spee. Die Leipzig erhielt im Mai 1914 den Befehl, den Kleinen Kreuzer Nürnberg an der Westküste Mexikos abzulösen, wo man während der Revolution deutsche Bürger schützen wollte. Über Honolulu erreichte sie am 7. Juli 1914 Mazatlán und löste die Nürnberg ab. Am 5. August erreichte die Besatzung die Nachricht vom Ausbruch des Ersten Weltkrieges.
Am 14. Oktober 1914 traf die Leipzig vor der Osterinsel wieder mit dem Kreuzergeschwader zusammen. Im Seegefecht bei Coronel am 1. November 1914 bekämpfte Haun mit seinem Schiff den britischen Kleinen Kreuzer Glasgow, konnte diesen jedoch nur gering beschädigen. Als Graf Spee bei einer Kommandantensitzung am 6. Dezember 1914 seinen Plan eines Handstreiches gegen den britischen Stützpunkt Port Stanley auf den Falklandinseln erläuterte, gehörte er ebenso wie seine Kameraden von der Gneisenau und der Dresden zu den Gegnern dieses Unternehmens. Er vertrat die Ansicht, dem Gegner durch Aufspaltung des Geschwaders und Führung eines Kreuzerkrieges bedeutend größeren Schaden zufügen zu können. Trotz des erfolgreichen Einsatzes der Emden konnte er sich mit seiner Meinung jedoch nicht durchsetzen.
Schon zwei Tage später, am 8. Dezember 1914, wurde das Kreuzergeschwader im Seegefecht bei den Falklandinseln beinahe vollständig vernichtet. Im Gefecht mit dem Panzerkreuzer Cornwall und erneut der Glasgow wurde die Leipzig versenkt. In der Endphase des Gefechtes wurde das schon kampfunfähige Schiff von der Glasgow aus geringer Entfernung beschossen, da es die Flagge noch nicht gestrichen hatte. Der Kommandant befahl seiner Besatzung, schwere Kleidungsstücke auszuziehen und den britischen Schiffen entgegen zu schwimmen. Erst um 20 Uhr, als das Schiff schon dicht vor dem Kentern war, wurde ein Boot gesandt, um die letzten Überlebenden aufzunehmen. Johannes Haun selbst lehnte es ab, sich retten zu lassen, bevor das ihm vom Kaiser anvertraute Schiff untergegangen sei.
Haun lebte mit seiner Familie in Kiel. Er hinterließ einen fünfjährigen Sohn, seine Ehefrau überlebte ihn um fast 55 Jahre.